# APEC Hoa Kỳ 2011
APEC Hoa Kỳ 2011 là một loạt các cuộc họp chính trị ở Hoa Kỳ giữa 21 nền kinh tế Thành viên của Diễn đàn Hợp tác Kinh tế châu Á - Thái Bình Dương trong năm 2011. Trọng tâm là Hội nghị các Nhà lãnh đạo Kinh tế APEC lần thứ 19 được tổ chức tại Trung tâm Hội nghị Hawaii ở Honolulu, Hawaii từ ngày 12-13 tháng 11 năm 2011. Trước đó, lần cuối cùng Hoa Kỳ tổ chức hội nghị thượng đỉnh APEC là tại APEC Hoa Kỳ 1993 ở Seattle. Tổng thống Barack Obama là một người gốc Honolulu, và Đệ Nhất Phu nhân Michelle Obama đã tổ chức cuộc gặp các nhà lãnh đạo và những cặp vợ chồng khác.

## Người tham dự
Cựu Phó chủ tịch Liên Chấn đại diện cho Đài Loan tại hội nghị cấp cao APEC. Ông phục vụ như một đặc sứ của Lãnh đạo Mã Anh Cửu cho năm thứ tư liên tiếp.
Thủ tướng Thái Lan Yingluck Shinawatra rút khỏi hội nghị do lũ lụt ở Thái Lan năm 2011. Thay vào đó, Shinawatra được đại diện bởi Phó Thủ tướng Kittiratt Na-Ranong. Tổng thống México Felipe Calderón đã hủy bỏ chuyến đi tới APEC sau cái chết của Bộ trưởng Nội vụ Francisco Blake Mora trong vụ tai nạn máy bay trực thăng vào ngày 11 tháng 11 năm 2011. Thủ tướng New Zealand John Key đã không tham dự do cuộc tổng tuyển cử sắp tới. Ông Key được đại diện bởi Phó Thủ tướng Bill English.
| Những người tham dự Hội nghị các Nhà lãnh đạo Kinh tế APEC 2011 | Những người tham dự Hội nghị các Nhà lãnh đạo Kinh tế APEC 2011 | Những người tham dự Hội nghị các Nhà lãnh đạo Kinh tế APEC 2011 | Những người tham dự Hội nghị các Nhà lãnh đạo Kinh tế APEC 2011 |
| Nước Thành viên | Chức vụ                                                         | Tên                                                             |                                                                 |
| --- | --------------------------------------------------------------- | --------------------------------------------------------------- | --------------------------------------------------------------- |
| Úc | Thủ tướng                                                       | Julia Gillard                                                   |                                                                 |
| Brunei | Sultan                                                          | Hassanal Bolkiah                                                |                                                                 |
| Canada | Thủ tướng                                                       | Stephen Harper                                                  |                                                                 |
| Chile | Tổng thống                                                      | Sebastián Piñera                                                |                                                                 |
| Trung Quốc | Chủ tịch                                                        | Hồ Cẩm Đào                                                      |                                                                 |
| Hồng Kông | Đặc khu trưởng                                                  | Tăng Âm Quyền                                                   |                                                                 |
| Indonesia | Tổng thống                                                      | Susilo Bambang Yudhoyono                                        |                                                                 |
| Nhật Bản | Thủ tướng                                                       | Yoshihiko Noda                                                  |                                                                 |
| K Hàn Quốc | Tổng thống                                                      | Lee Myung-bak                                                   |                                                                 |
| Malaysia | Thủ tướng                                                       | Najib Razak                                                     |                                                                 |
| México | Tổng thống                                                      | Felipe Calderón                                                 |                                                                 |
| New Zealand* | Phó Thủ tướng New Zealand                                       | Bill English                                                    |                                                                 |
| Papua New Guinea | Thủ tướng                                                       | Peter O'Neill                                                   |                                                                 |
| Peru | Tổng thống                                                      | Ollanta Humala                                                  |                                                                 |
| Philippines | Tổng thống                                                      | Benigno Aquino III                                              |                                                                 |
| Nga | Tổng thống                                                      | Dmitry Medvedev                                                 |                                                                 |
| Singapore | Thủ tướng                                                       | Lý Hiển Long                                                    |                                                                 |
| Đài Loan | Đại diện đặc biệt                                               | Liên Chấn                                                       |                                                                 |
| Thái Lan* | Phó Thủ tướng                                                   | Kittirat Na-Ranong                                              |                                                                 |
| Hoa Kỳ | Tổng thống                                                      | Barack Obama                                                    |                                                                 |
| Việt Nam | Chủ tịch                                                        | Trương Tấn Sang                                                 |                                                                 |
| (*) Thủ tướng New Zealand John Key và Thủ tướng Thái Lan Yingluck Shinawatra đã không tham dự hội nghị thượng đỉnh. Đại diện của cả hai quốc gia đã được gửi đến và tham dự thay mặt họ. |                                                                 |                                                                 |                                                                 |

## Các vấn đề

### Hiệp định Đối tác Kinh tế Chiến lược Xuyên Thái Bình Dương
Các nhà lãnh đạo của chín quốc gia APEC được dự kiến sẽ đàm phán về Hiệp định Đối tác Kinh tế Chiến lược Xuyên Thái Bình Dương (TP SEP) là một thỏa thuận thương mại tự do đa phương.

### Tăng trưởng Cân bằng, Bền vững và Toàn diện.
Các nhà lãnh đạo APEC đã ủng hộ các nguyên tắc của G20 Pittsburgh và đồng ý thực hiện các chính sách Khung G20 để Tăng trưởng Mạnh mẽ, Bền vững và Cân bằng, tiếp tục mở rộng cam kết toàn cầu để đạt được sự tăng trưởng cân bằng hơn, ít bị mất ổn định và bùng nổ. Các nhà lãnh đạo cam kết sẽ làm tăng trưởng toàn diện hơn thông qua các sáng kiến APEC sẽ hỗ trợ phát triển doanh nghiệp nhỏ và vừa, tạo điều kiện cho người lao động được đào tạo lại, và tăng cường cơ hội kinh tế cho phụ nữ.

### Hội nhập Kinh tế Khu vực.
Các sáng kiến do Hoa Kỳ dẫn đầu sẽ góp phần với các Thành viên tiềm năng hiện tại và tương lai của Hiệp định Thương mại Tự do Đối tác Xuyên Thái Bình Dương để hình thành nền tảng rộng, toàn diện và tiêu chuẩn cao, hội nhập thành công nền kinh tế châu Á - Thái Bình Dương. Các nhà lãnh đạo APEC đã công bố cam kết đẩy nhanh hội nhập kinh tế và cuối cùng đã ủng hộ sáng kiến Mỹ-Úc trong APEC để thúc đẩy thương mại dịch vụ xuyên biên giới trong khu vực.

### Tạo Điều kiện Thuận lợi cho Thương mại.
Các nhà lãnh đạo APEC đã thực hiện các bước để tạo thuận lợi cho việc tăng cường thương mại trong khu vực bằng cách đơn giản hóa các thủ tục hải quan phức tạp và tài liệu từ các hiệp định thương mại của khu vực, cải thiện việc thực thi quyền sở hữu trí tuệ của khu vực, đẩy nhanh lưu chuyển hàng hóa trong và ngoài biên giới. Họ cũng đã công bố một kế hoạch hành động được thiết kế làm chi chí rẻ hơn 25%, dễ dàng hơn, nhanh hơn để tiến hành kinh doanh trong khu vực vào năm 2015 bằng cách giảm chi phí và tinh giản các quy trình liên quan đến khâu bắt đầu và điều hành một doanh nghiệp trong nền kinh tế APEC.

### Hỗ trợ Hệ thống Thương mại Đa phương.
Các lãnh đạo APEC đã chỉ thị các bộ trưởng thương mại của họ hướng tới một kết luận thành công của Chương trình nghị sự Phát triển Doha trong năm 2010 và tái khẳng định cam kết của họ để không tăng rào cản đầu tư hoặc thương mại hàng hóa và dịch vụ.

### Biến đổi Khí hậu.
Tổng thống Mỹ Barack Obama kêu gọi tất cả các nền kinh tế Thành viên APEC làm việc cùng nhau để giải quyết thách thức chung về biến đổi khí hậu. Ông và các nhà lãnh đạo APEC kêu gọi hành động tập thể của tất cả các nền kinh tế và cam kết đạt được một kết quả đầy tham vọng tại Copenhagen, Đan Mạch vào tháng 12.

### Giảm Carbon và Tăng trưởng Xanh.
Các nhà lãnh đạo APEC đã ủng hộ cam kết G20 để hợp lý hoá và loại bỏ các khoản trợ cấp nhiên liệu hóa thạch trung hạn không hiệu quả, các khoản này làm tăng việc tiêu thụ lãng phí. Các nhà lãnh đạo khen ngợi nỗ lực của APEC để xem xét các chính sách hiệu quả về năng lượng của các Thành viên và thúc đẩy thương mại khu vực trong môi trường hàng hóa và dịch vụ.

### An ninh Lương thực, An toàn Thực phẩm và Giao dịch An toàn.
Các nhà lãnh đạo đã chỉ thị các quan chức của họ thực hiện các chương trình nhằm cải thiện năng suất nông nghiệp và tăng cường thị trường nông nghiệp trong khu vực APEC. Các nhà lãnh đạo cũng khen ngợi các sáng kiến APEC do Mỹ lãnh đạo, tập hợp các chuyên gia trong khu vực và tư nhân để thúc đẩy việc thực hành quốc tế một cách tốt nhất nhằm cải thiện an toàn thực phẩm và an toàn sản phẩm trong khu vực, đấu tranh thương mại các sản phẩm y tế giả. Họ kêu gọi tiếp tục công việc của APEC trong các lĩnh vực như an ninh thương mại và hàng không, tài trợ chống khủng bố, chuẩn bị khẩn cấp và ứng phó thiên tai.

## Kết quả

### Tuyên bố Honolulu
Tại Hội nghị các Nhà lãnh đạo Kinh tế APEC 2011, được tổ chức vào ngày 11 tháng 11 tại Honolulu, các Nhà lãnh đạo đã ban hành "Tuyên bố của các Nhà lãnh đạo" (Tuyên bố Honolulu) và "Tuyên bố của các Nhà lãnh đạo APEC" về Thúc đẩy Chính sách Đổi mới, Hiệu quả, Không phân biệt đối xử;Tăng cường Sự tham gia của các Doanh nghiệp Vừa và Nhỏ vào Chuỗi Sản xuất Toàn cầu;Thương mại và Đầu tư trong Môi trường Hàng hóa và Dịch vụ;Tăng cường Thực hiện Đầy đủ các Quy định về Hàng hóa.

## Giới truyền thông
Hơn 1.250 phóng viên, nhà báo đã đến Hawaii để tham gia Hội nghị thượng đỉnh APEC 2011.